# Championnat des îles Féroé masculin de handball
Le Championnat des Îles Féroé masculin de handball est le plus haut niveau des clubs masculins de handball aux Îles Féroé.

## Bilan par club
Le bilan par club est :
| Rang | Club                | Titres | Saisons |
| ---- | ------------------- | ------ | --- |
| 1    | Kyndil Tórshavn     | 30     | 1958, 1959, 1960, 1962, 1963, 1964, 1965, 1966, 1967, 1969, 1970, 1971, 1972, 1973, 1974, 1976, 1977, 1979, 1981, 1984, 1988, 1989, 1990, 1991, 1992, 1994, 1996, 2004, 2006, 2007 |
| 2    | Vestmanna IF        | 24     | 1948, 1950, 1951, 1952, 1954, 1957, 1968, 1975, 1980, 1982, 1983, 1985, 1986, 1987, 1993, 1995, 1997, 1998, 2001, 2002, 2005, 2015, 2016, 2021                                     |
| 3    | HF Neistin Tórshavn | 8      | 1949, 1953, 1955, 1978, 2000, 2008, 2010, 2011 |
| -    | H71 Tórshavn        | 8      | 2009, 2012, 2017, 2018, 2019, 2022, 2023, 2024 |
| 5    | Stranda ÍF          | 5      | 1943, 1944, 1945, 1999, 2003 |
| 6    | Kollafjarðar ÍF     | 2      | 2013, 2014 |
| 7    | SÍF Sandavágur      | 1      | 1956 |

## Palmarès détaillé
Le palmarès saison par saison est :
- 1943: Stranda ÍF
- 1944: Stranda ÍF
- 1945: Stranda ÍF
- 1946: non attribué
- 1947: non attribué
- 1948: Vestmanna IF
- 1949: HF Neistin Tórshavn
- 1950: Vestmanna IF
- 1951: Vestmanna IF
- 1952: Vestmanna IF
- 1953: HF Neistin Tórshavn
- 1954: Vestmanna IF
- 1955: HF Neistin Tórshavn
- 1956: SÍF Sandavágur
- 1957: Vestmanna IF
- 1958: Kyndil Tórshavn
- 1959: Kyndil Tórshavn
- 1960: Kyndil Tórshavn
- 1961: non attribué
- 1962: Kyndil Tórshavn
- 1963: Kyndil Tórshavn
- 1964: Kyndil Tórshavn
- 1965: Kyndil Tórshavn
- 1966: Kyndil Tórshavn
- 1967: Kyndil Tórshavn
- 1968: Vestmanna IF
- 1969: Kyndil Tórshavn
- 1970: Kyndil Tórshavn
- 1971: Kyndil Tórshavn
- 1972: Kyndil Tórshavn
- 1973: Kyndil Tórshavn
- 1974: Kyndil Tórshavn
- 1975: Vestmanna IF
- 1976: Kyndil Tórshavn
- 1977: Kyndil Tórshavn
- 1978: HF Neistin Tórshavn
- 1979: Kyndil Tórshavn
- 1980: Vestmanna IF
- 1981: Kyndil Tórshavn
- 1982: Vestmanna IF
- 1983: Vestmanna IF
- 1984: Kyndil Tórshavn
- 1985: Vestmanna IF
- 1986: Vestmanna IF
- 1987: Vestmanna IF
- 1988: Kyndil Tórshavn
- 1989: Kyndil Tórshavn
- 1990: Kyndil Tórshavn
- 1991: Kyndil Tórshavn
- 1992: Kyndil Tórshavn
- 1993: Vestmanna IF
- 1994: Kyndil Tórshavn
- 1995: Vestmanna IF
- 1996: Kyndil Tórshavn
- 1997: Vestmanna IF
- 1998: Vestmanna IF
- 1999: Stranda ÍF
- 2000: HF Neistin Tórshavn
- 2001: Vestmanna IF
- 2002: Vestmanna IF
- 2003: Stranda ÍF (3)
- 2004: Kyndil Tórshavn
- 2005: Vestmanna IF
- 2006: Kyndil Tórshavn
- 2007: Kyndil Tórshavn (30)
- 2008: HF Neistin Tórshavn
- 2009: H71 Tórshavn
- 2010: HF Neistin Tórshavn
- 2011: HF Neistin Tórshavn (8)
- 2012: H71 Tórshavn
- 2013: Kollafjarðar ÍF
- 2014: Kollafjarðar ÍF (2)
- 2015: Vestmanna IF
- 2016: Vestmanna IF
- 2017: H71 Tórshavn
- 2018: H71 Tórshavn
- 2019: H71 Tórshavn
- 2020: arrêté (Covid-19)
- 2021: Vestmanna IF (24)
- 2022: H71 Tórshavn
- 2023: H71 Tórshavn
- 2024: H71 Tórshavn (8)